# Quinto di Treviso
Quinto di Treviso (IPA: /ˈkwinto di treˈvizo/; Quinto de Treviso o, più semplicemente, Quinto in veneto, IPA: /ˈkwinto de treˈvizo/) è un comune italiano di 10 083 abitanti della provincia di Treviso in Veneto.

## Storia
Numerosi reperti, oggi in gran parte custoditi presso i Musei civici di Treviso, testimoniano che la presenza umana si era radicata nella zona almeno dall'età del bronzo.
Anche durante il periodo romano la civiltà era fiorente, vista anche la vicinanza al municipium di Treviso. Lo stesso toponimo ne denota le antiche origini: indicava una mansio, ovvero una stazione di cambio posta a cinque miglia dalla città, probabilmente lungo la strada che conduceva a Padova attraverso Levada, Loreggia e la via Aurelia (da notare che in comune di Morgano si trova la località Settimo).
Quinto rimase legata a Treviso anche nelle epoche successive. Un documento del 992 ricorda che i vescovi avevano alcune proprietà della zona e forse anche un fortilizio; poco dopo, le località vicine sono ricordate nell'atto di fondazione dell'abbazia di Mogliano a cui furono assegnate. Tuttavia bisognerà aspettare il 1152 per vedere citato il toponimo Quinto per la prima volta: il 3 maggio di quell'anno, una bolla papa Eugenio III confermava la dipendenza della locale pieve di San Cassiano alla diocesi di Treviso. Era inoltre sede di uno dei quattro arcipretati della diocesi, al quale erano sottoposte varie altre pievi, da Istrana a San Biagio di Callalta.
La pieve rimase isolata e perse d'importanza quando il centro vitale del paese si spostò più a sud, lungo le rive del Sile. L'economia del paese si basò per secoli proprio su questo fiume, soprattutto tramite l'attività molitoria. Nel XIV secolo l'antica pieve fu sostituita da una nuova chiesa intitolata a San Giorgio ed edificata vicino al centro.
La Serenissima potenziò ulteriormente l'economia agricola di Quinto e qui si stabilirono numerosi proprietari terrieri ergendovi le loro ville.
Dal 1941 al 1947 Quinto di Treviso fu interessata dal passaggio della ferrovia Treviso-Ostiglia e dotata di una propria stazione.

### Simboli
Lo stemma e il gonfalone sono stati concessi con regio decreto del 21 giugno 1934.
Il gonfalone è un drappo di azzurro.

## Monumenti e luoghi d'interesse

### Chiesa parrocchiale di San Giorgio Martire
L'attuale parrocchiale, intitolata a San Giorgio martire, fu quasi completamente ricostruita su progetto di Antonio Beni nel secondo dopoguerra. Del vecchio edificio, originario del XIV secolo, fanno parte due affreschi del XV secolo e due dipinti del Pozzoserrato; questi ultimi facevano parte di un trittico che si completava con un'opera oggi conservata nella cappelletta di villa Giordani-Valeri.

### Chiesa di San Cassiano
La chiesa di San Cassiano martire, nei pressi del cimitero, era l'antica pieve di Quinto. Di origini molto antiche, conserva alcuni pregevoli opere: l'altare ligneo, con un polittico di un maestro veneziano XVI secolo; il soffitto è di Jacopo Guarana (1758), e da ricordare sono pure le tele di Lattanzio Querena e Ascanio Spineda. Degno di nota è pure il fonte battesimale in pietra d'Istria (datato 1317) e l'ottocentesco organo "fonocromico" di Giovan Battista De Lorenzi. Il campanile, che è di origini medievali, conserva tre campane.

### Chiesa di Santa Cristina
Anticamente è una cappella dipendente dalla pieve di San Cassiano di Quinto. La chiesa fu ricostruita nel XVII secolo e rimaneggiata nel XVIII.
L'attuale edificio è però ancora più recente: fu completamente riedificato in stile neoromanico attorno al 1930, con il caratteristico campanile posto inusualmente sopra il portale d'ingresso. Fu consacrata poi nel 1933 dall'arcivescovo Andrea Giacinto Longhin, vescovo di Treviso ed arcivescovo titolare di Patrasso.
Nonostante l'edificio sia piuttosto recente, conserva opere importantissime: la pala raffigurante la Madonna in trono col Bambino tra i Santi Cristina, Pietro, Liberale e Girolamo, restaurata nel 2012, e la lunetta Cristo morto e gli angeli poste dietro l'altare sono opere di Lorenzo Lotto (1505); le cantorie sono invece settecentesche. Il fonte battesimale è stato fatto seguendo il disegno realizzato da Paolo Machiavelli.  Il mosaico alle spalle, così  come il Buon Pastore, sono opere di Angelo Gatto.

### Ville Venete
L'esempio più pregevole di villa veneta della zona era palazzo Lollin, affrescato dal Pozzoserrato, che tuttavia andò distrutto nell'Ottocento. Per quanto riguarda villa Giordani e villa Ciardi, esse furono quasi completamente rifatte nel secolo scorso.
Alcune ville venete furono messe a disposizione, appena terminata la guerra, alle famiglie povere del paese. Tra queste ci fu villa Borghesan dove nacque il futuro bassista dei Pooh, Red Canzian. La villa venne abbattuta dopo una piccola tromba d'aria a metà degli anni 50 del '900. In questa villa dimorarono quasi tutti gli aviatori della 91ª Squadriglia (La Squadriglia degli Assi) compreso Francesco Baracca che vi alloggiò fino alla data della morte.

## Società

### Evoluzione demografica
Abitanti censiti

### Etnie e minoranze straniere
Al 31 dicembre 2017 gli stranieri residenti nel comune erano 1 095, ovvero l'11,0% della popolazione. Di seguito sono riportati i gruppi più consistenti:
1. Kosovo 154
2. Romania 149
3. Albania 125
4. Cina 98
5. Nigeria 68
6. Moldavia 62
7. Marocco 52
8. Burkina Faso 49
9. Costa d'Avorio 39
10. Ucraina 38

## Infrastrutture e trasporti

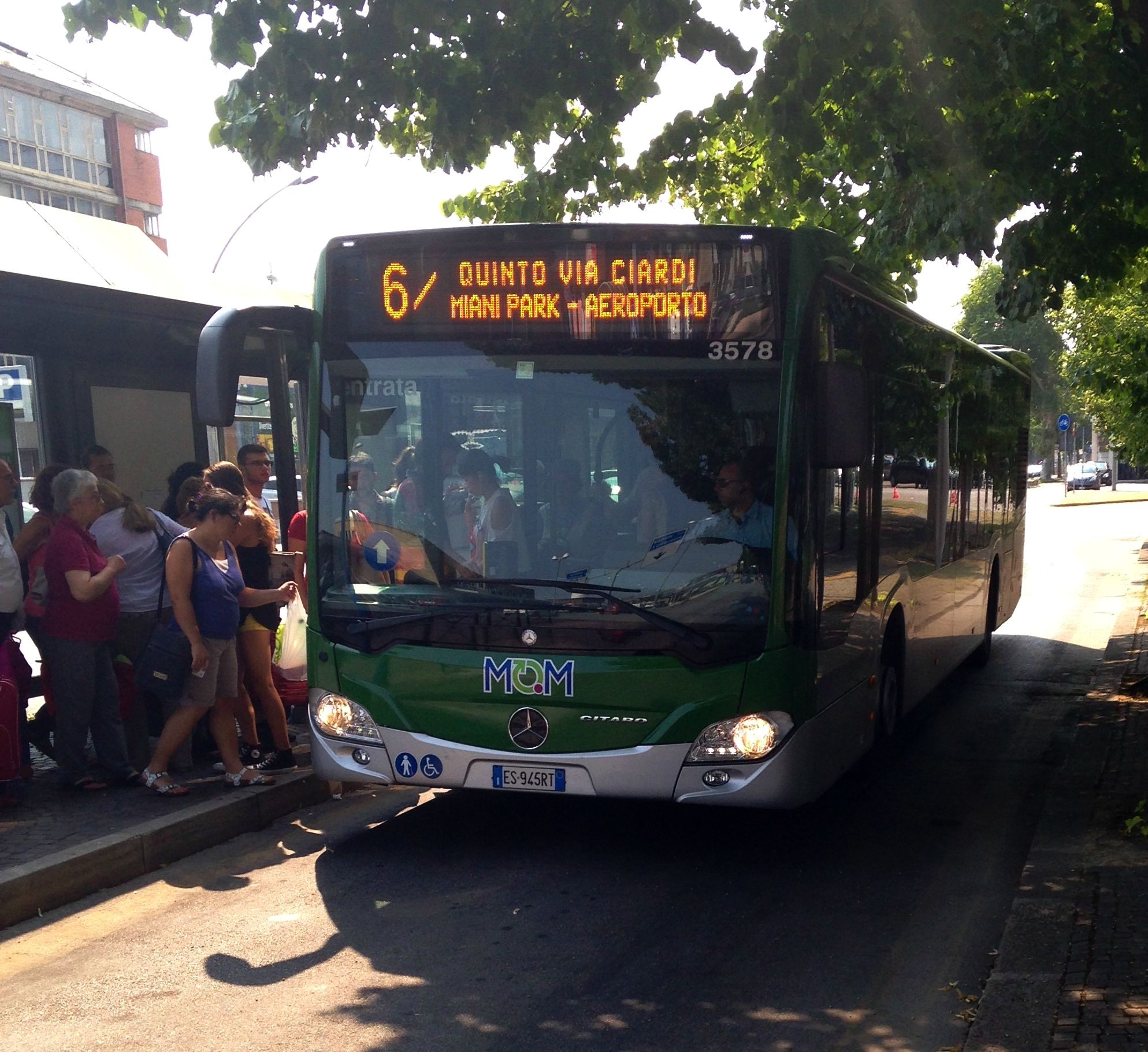
Autobus Linea 6 per Miani Park - Aeroporto - Quinto.

### Mobilità urbana
Quinto è servita da due linee urbane degli autobus di MOM (ex ACTT).
La Linea 6 effettua capolinea presso la Chiesa, il quartiere San Cassiano e via Ciardi, e collega la città con l'Aeroporto Canova di Treviso, il parcheggio Miani Park, la Stazione FS ed il centro storico di Treviso, transitando per via Noalese; alcune corse, in orari di punta, sono prolungate verso San Cassiano. Inoltre, la 6 è l'unica Linea urbana di MOM che effettua servizio serale, verso l'Aeroporto.
La Linea 55 (dalla fusione delle Linee 5 e 51 ex ACTT) mette in collegamento Quinto, da via Zecchina, e Merlengo, nel comune di Ponzano, transitando per la Stazione FS ed il centro storico di Treviso, transitando per Canizzano e Sant'Angelo di Treviso. Durante la giornata, la Linea è talvolta estesa verso Santa Cristina di Quinto di Treviso o via Talponera di Merlengo, oltre ad effettuare fermate presso la Località San Vitale di Canizzano di Treviso.
Le Linee Extraurbane MOM numero 101, 102 e 103 fermano, inoltre, nel centro di Quinto, collegando Treviso con Padova, Scorzè, Noale, Zero Branco, Badoere, Scandolara, Trebaseleghe e Piombino Dese.

## Amministrazione

### Sindaci dal 1985
| Periodo        | Periodo        | Primo cittadino        | Partito                                   | Carica  | Note   |
| -------------- | -------------- | ---------------------- | ----------------------------------------- | ------- | ------ |
| 9 luglio 1985  | 21 giugno 1990 | Luigi Favaro           | DC                                        | Sindaco | [ 8 ]  |
| 21 giugno 1990 | 24 aprile 1995 | Carla Puppinato Tonion | DC                                        | Sindaco | [ 9 ]  |
| 24 aprile 1995 | 14 giugno 1999 | Luciano Favrin         | lista civica                              | Sindaco | [ 10 ] |
| 14 giugno 1999 | 14 giugno 2004 | Dino Brunello          | lista civica                              | Sindaco | [ 11 ] |
| 14 giugno 2004 | 8 giugno 2009  | Dino Brunello          | lista civica                              | Sindaco | [ 12 ] |
| 8 giugno 2009  | 26 maggio 2014 | Mauro Dal Zilio        | Lega Nord-civiche                         | Sindaco | [ 13 ] |
| 26 maggio 2014 | 26 maggio 2019 | Mauro Dal Zilio        | Lega Nord-civiche                         | Sindaco | [ 14 ] |
| 27 maggio 2019 | 9 giugno 2024  | Stefania Sartori       | Liga Veneta-civiche                       | Sindaco | [ 15 ] |
| 10 giugno 2024 | in corso       | Ivano Durigon          | Lega - Forza Italia - Ppe-Progetto Quinto | Sindaco |        |

### Altre informazioni amministrative
La denominazione del comune fino al 1868 era semplicemente Quinto. L'appellativo "di Treviso" servì per distinguerlo da alcuni comuni omonimi.

## Sport
La città è stata rappresentata in ambito calcistico dalla Union Quinto fino al giugno del 2016 e da altre associazioni sportive presenti sul territorio quali l'Atletica Quinto (che vanta 50 anni di attività), il G.S. OLYMPO (squadra di volley, fondata nel 1974, la cui prima squadra maschile compete attualmente in serie C) e la Polisportiva San Giorgio (basket), oltre ad alcune compagini di karate, nuoto e danza.